# オノレ3世 (モナコ公)

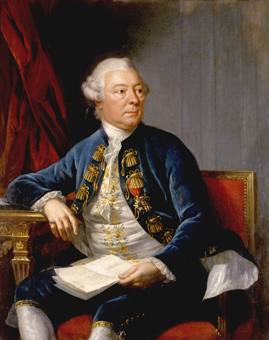
60歳頃のオノレ3世、メルヒオール・ヴィルシュ画、1781年

オノレ3世・カミーユ・レオノール（Honoré III Camille Léonor de Monaco, 1720年11月10日 - 1795年3月21日）は、モナコ公（在位：1733年 - 1793年）。

## 生涯
モナコ公アントワーヌ1世の娘で後継者のルイーズ＝イポリットと、その夫ジャック・ド・ゴワイヨン・ド・マティニョンの間の第3子・次男。1731年に祖父と母が相次いで亡くなると、不人気な父がジャック1世としてモナコ公位を継承した。しかし翌1732年5月には公国を追われ、パリのオテル・ド・マティニョンに戻った。彼は息子に譲位し、1733年11月7日に12歳のオノレが正式にモナコ公位に就いたが、オノレは父と共にパリで暮らしていた。政治の実権はアントワーヌ1世の庶子シュヴァリエ・グリマルディが掌握し、オノレ3世のモナコ統治は1784年に伯父のシュヴァリエが死ぬまで始まらなかった。
オノレ3世は父祖と同様に、フランス王の庇護下で宮廷貴族として生きた。1741年ブイヨン公シャルル・ゴドフロワの娘マリー・ルイーズと婚約するが、結婚は実現しなかった。1757年6月15日、マリー・カトリーヌ・ド・ブリニョールと結婚、間に2人の息子を儲けた。
- オノレ＝シャルル＝アンヌ＝モーリス（1758年5月17日 - 1819年2月16日） - モナコ公オノレ4世。1777年7月15日にルイーズ・ドーモンと結婚、子供あり[3]
- ジョゼフ（1763年9月10日 - 1816年6月28日） - 1782年4月6日、マリー・テレーズ・ド・ショワズールと結婚、子女をもうけたが、マリー・テレーズは1794年7月26日にギロチンで処刑された。その後、フランソワーズ＝マルグリット・レインズフォード（Françoise-Marguerite Rainsford、1806年12月1日没）と再婚[3]

夫婦仲は悪く、カトリーヌは王族のコンデ公の愛人となって、1770年にオノレ3世と法的に離別した。
1789年フランス革命が始まると、オノレ3世は他の多くのフランス貴族と同様、同国における特権と資産の喪失に甘んじた。しかし独立国家モナコの統治者という立場がオノレを危険に晒した。モナコの独立を保持しようとする独立派と、フランスへの併合を望む共和派が対立していた。オノレは1791年9月21日にフランス政府と同盟を結んで乗り切ろうとしたが、1792年フランスが共和政に移行すると同盟関係は急速に不安定になり、1793年2月14日、フランス国民公会はモナコ併合を宣言した。
次男ジョゼフがヴァンデの反乱に加担していたことが口実となり、1793年9月20日反革命容疑者法により家族とともに逮捕された。翌1794年解放され、貧窮のうちに死去した。

## 引用・脚注
1. ↑  “モナコ公国（Principality of Monaco） 基礎データ”. 日本国外務省 Ministry of Foreign Affairs of Japan. 2020年2月10日閲覧。
2. ↑  d'Albert Luynes, Charles Philippe. Mémoires du duc de Luynes sur la cour de Louis XV (1735-1758) By Charles Philippe d'Albert de Luynes 2010年4月21日閲覧。
3. 1 2 3  Edwards, Anne (2017) [1992]. "Tableau Genealogique de la Famille Grimaldi". The Grimaldis of Monaco (英語). Guilford, Connecticut: Lyons Press. pp. 347–348. ISBN 0-688-08837-6。
4. ↑  オリヴィエ・ブラン（フランス語版）（著）・小宮正弘（訳）『一五〇通の最後の手紙　フランス革命の断頭台から』朝日新聞社、1989年、P129。
5. ↑  ブラン、P129。
6. ↑  ブラン、P130。